# Thuridilla
Genre
Thuridilla est un genre de mollusques sacoglosses de la famille des Plakobranchidae.

## Liste des espèces
Selon World Register of Marine Species (10 décembre 2018) :
- Thuridilla albopustulosa Gosliner, 1995
- Thuridilla carlsoni Gosliner, 1995
- Thuridilla coerulea (Kelaart, 1857)
- Thuridilla decorata (Heller & Thompson, 1983)
- Thuridilla flavomaculata Gosliner, 1995
- Thuridilla gracilis (Risbec, 1928)
- Thuridilla hoffae Gosliner, 1995
- Thuridilla hopei (Vérany, 1853)
- Thuridilla indopacifica Gosliner, 1995
- Thuridilla kathae Gosliner, 1995
- Thuridilla lineolata (Bergh, 1905)
- Thuridilla livida (Baba, 1955)
- Thuridilla malaquita Ortea & Buske, 2014
- Thuridilla mazda Ortea & Espinosa, 2000
- Thuridilla moebii (Bergh, 1888)
- Thuridilla multimarginata Gosliner, 1995
- Thuridilla neona Gosliner, 1995
- Thuridilla picta (A. E. Verrill, 1901)
- Thuridilla splendens (Baba, 1949)
- Thuridilla thysanopoda (Bergh, 1905)
- Thuridilla undula Gosliner, 1995
- Thuridilla vataae (Risbec, 1928)
- Thuridilla virgata (Bergh, 1888)

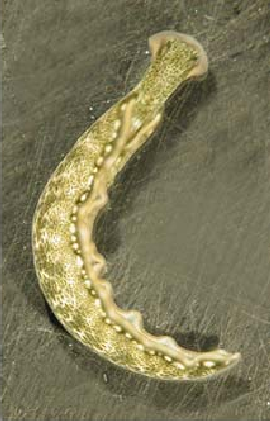
Thuridilla carlsoni
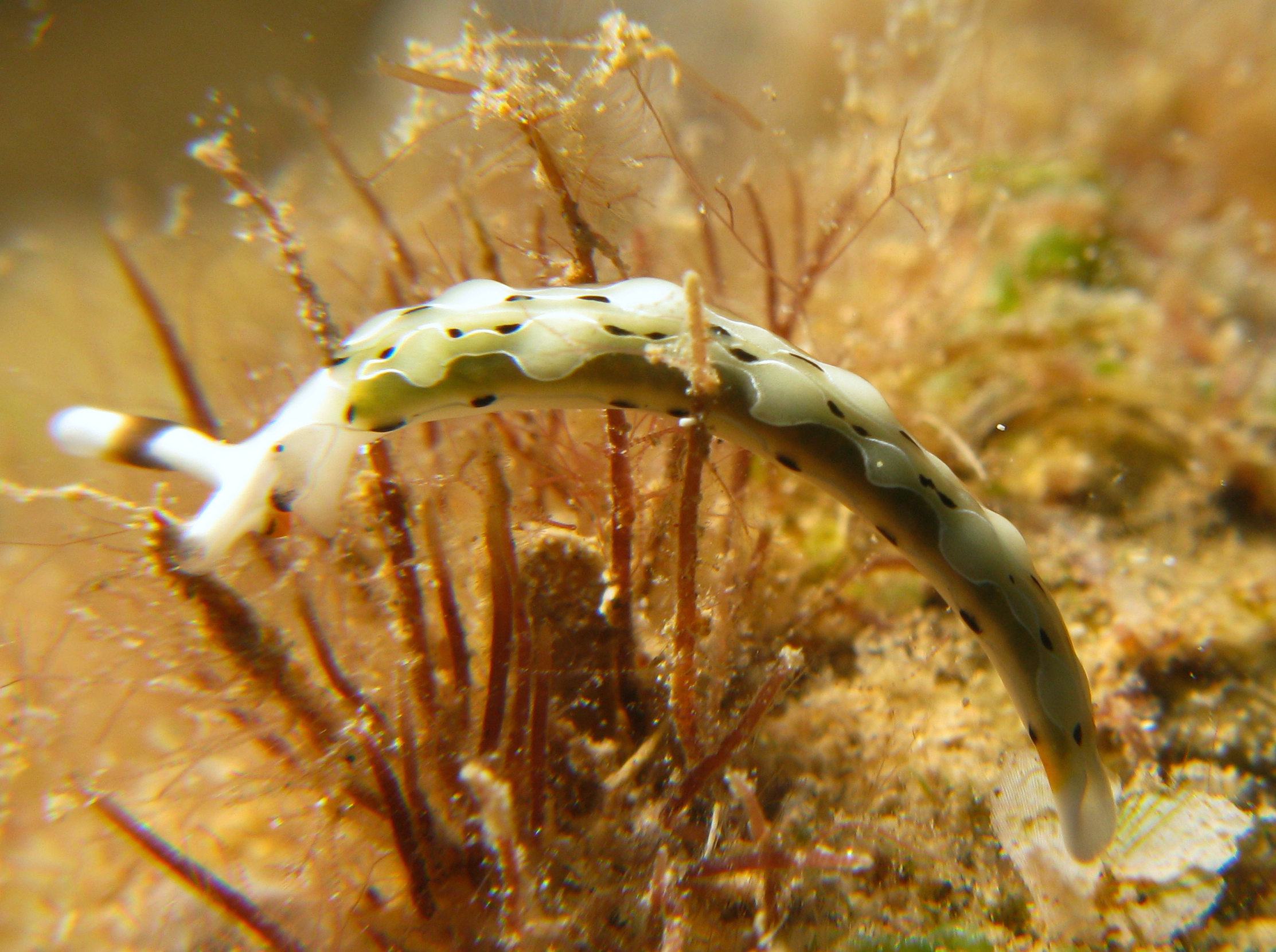
Thuridilla decorata
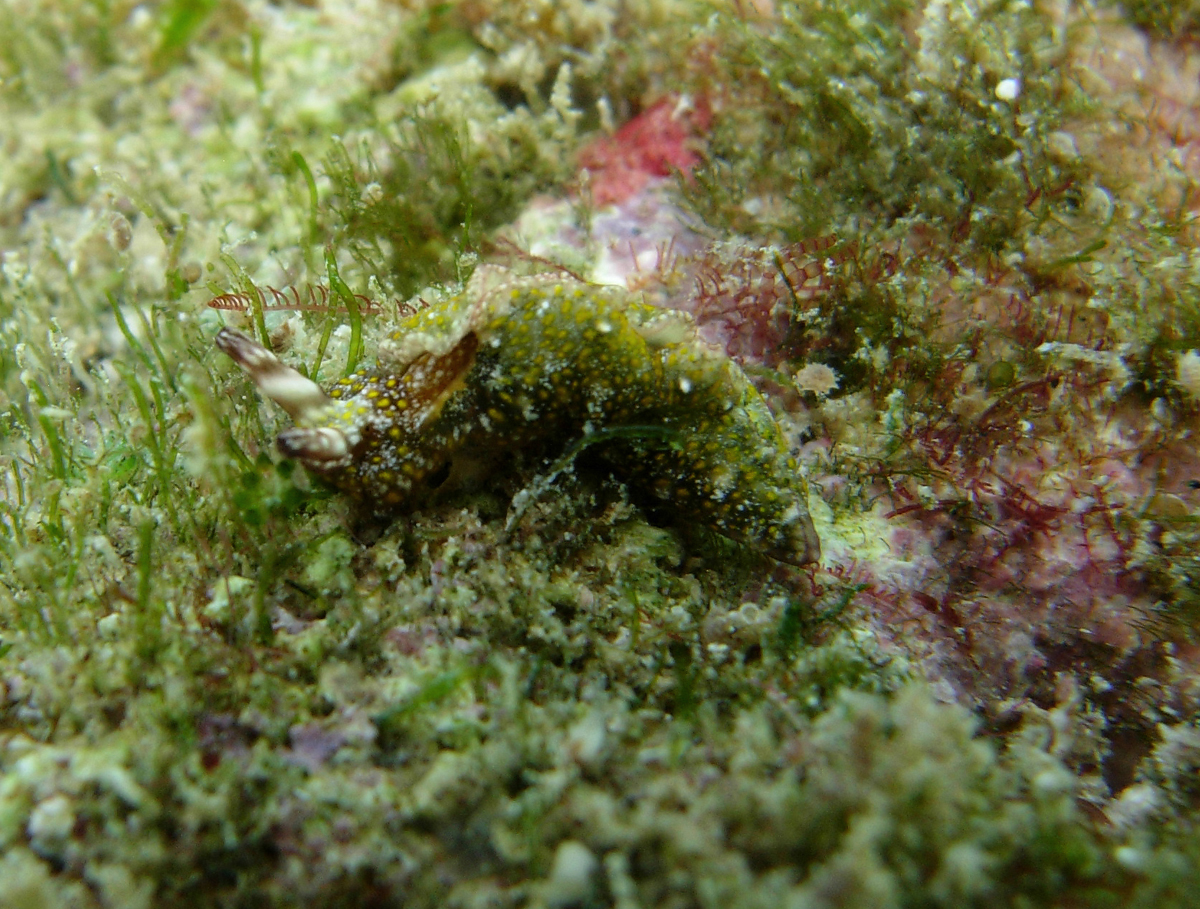
Thuridilla flavomaculata
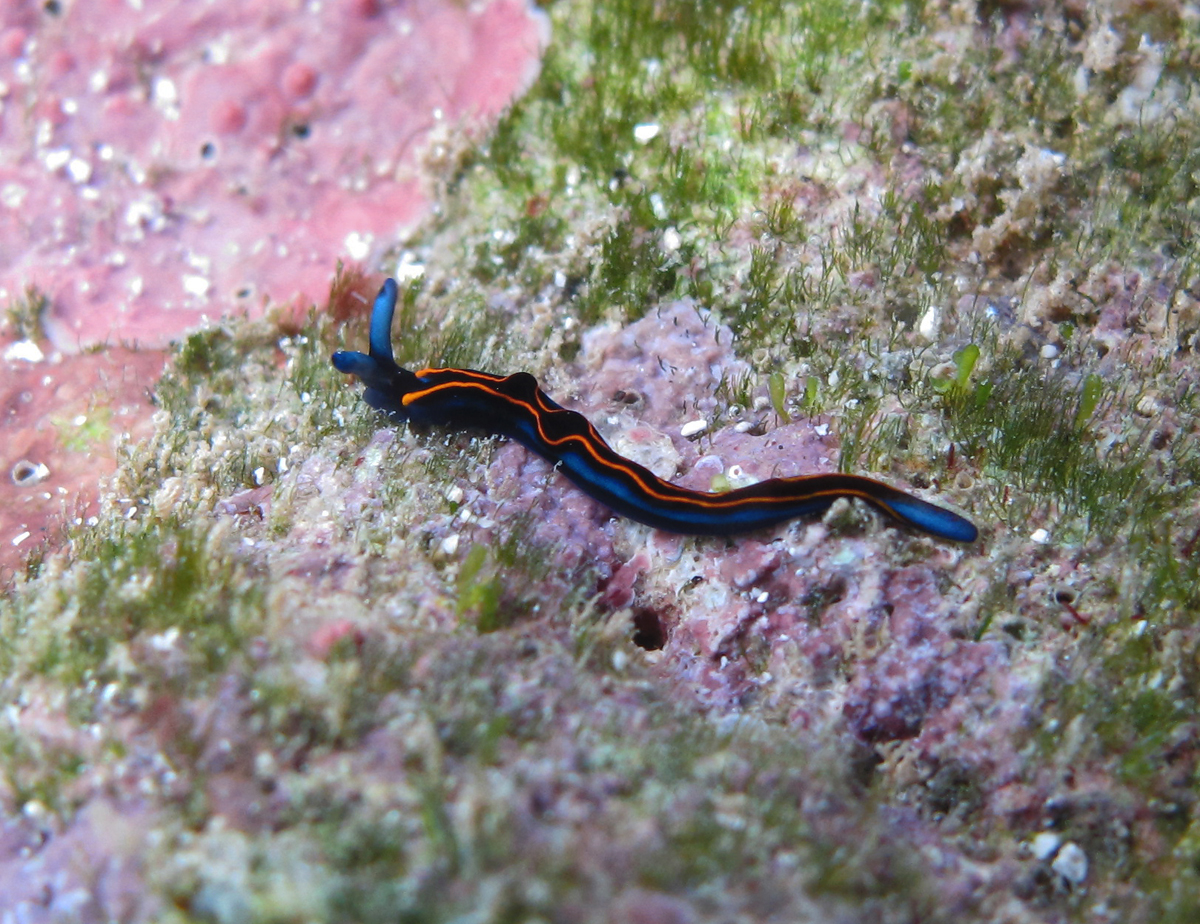
Thuridilla hoffae
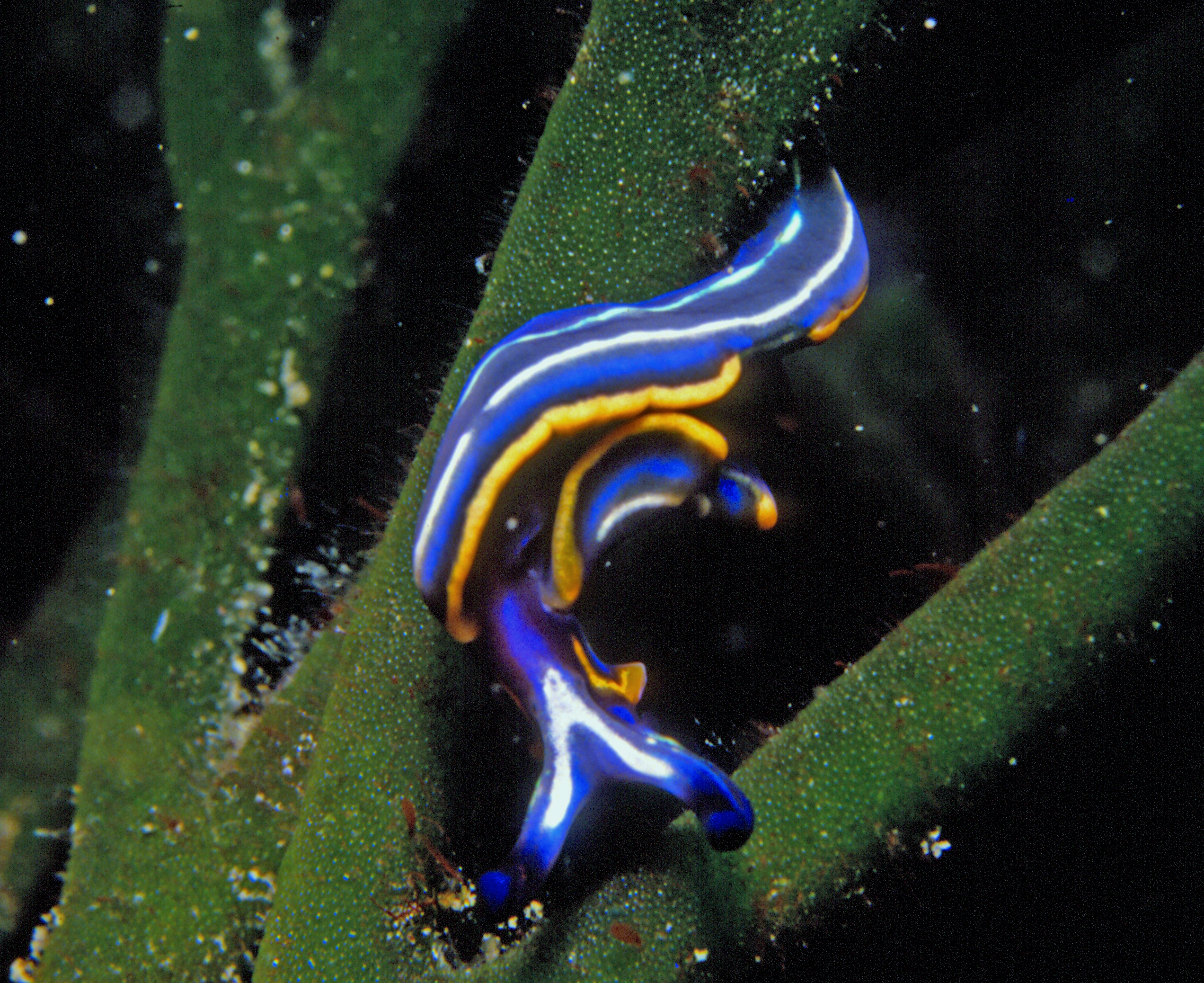
Thuridilla hopei
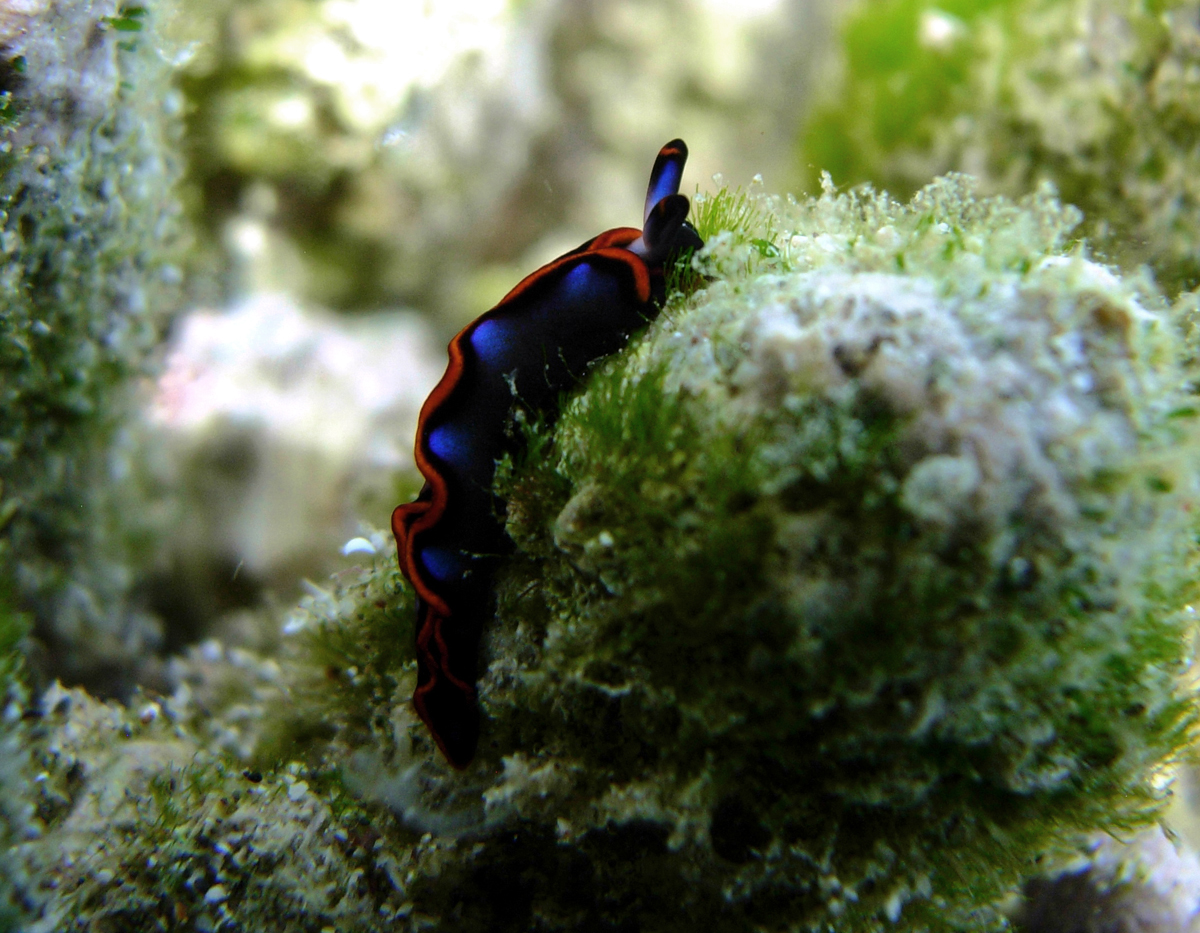
Thuridilla indopacifica
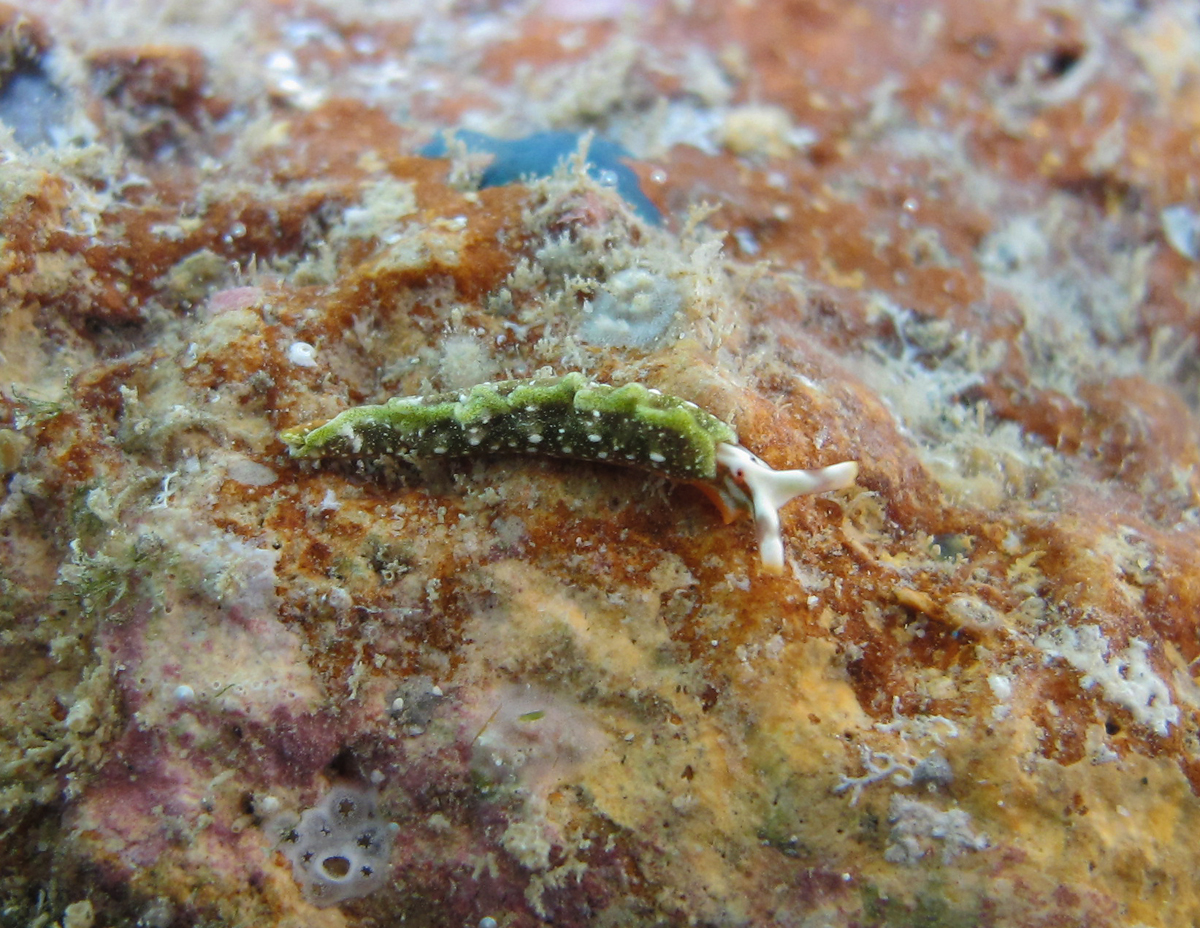
Thuridilla kathae
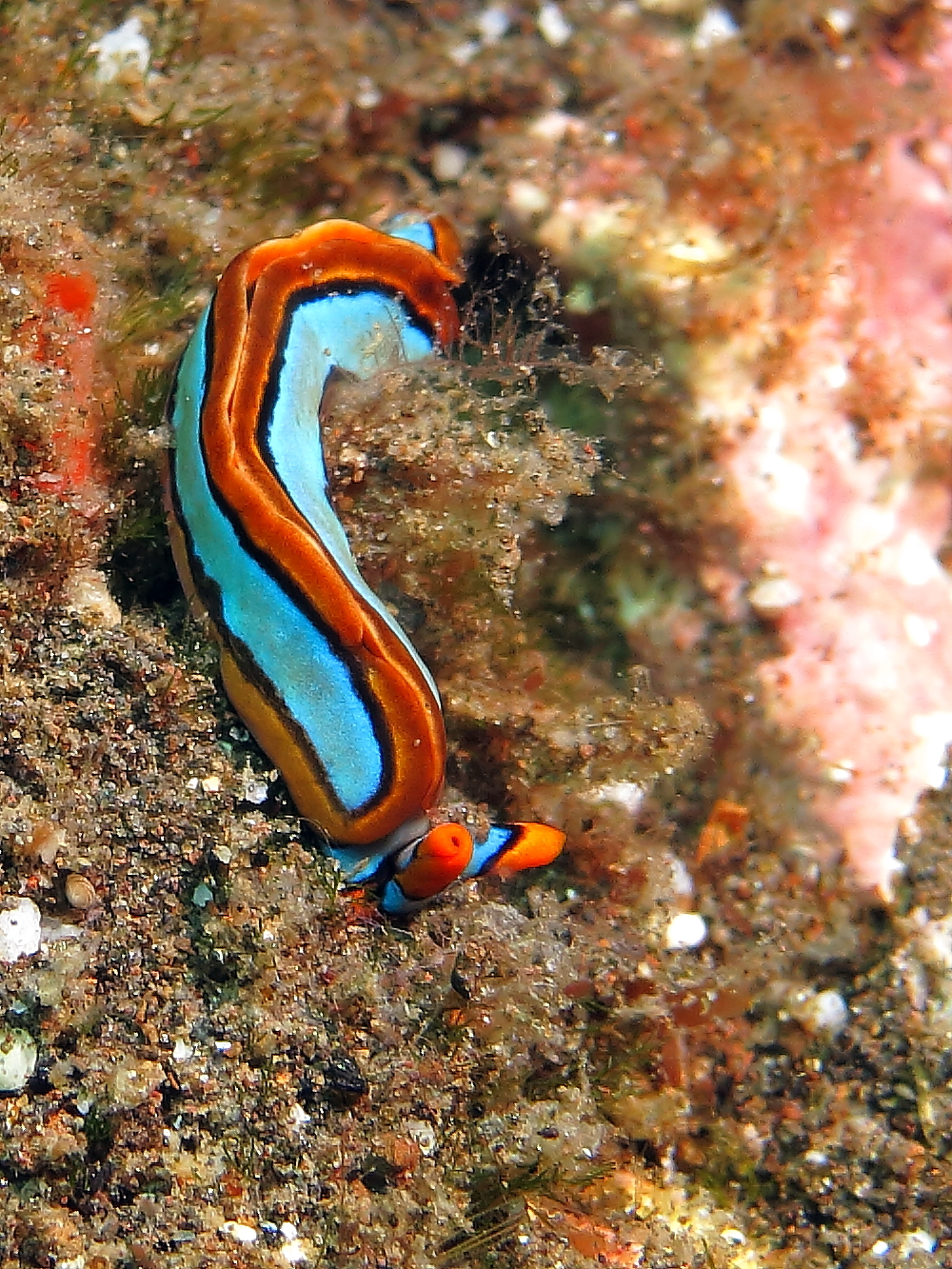
Thuridilla lineolata
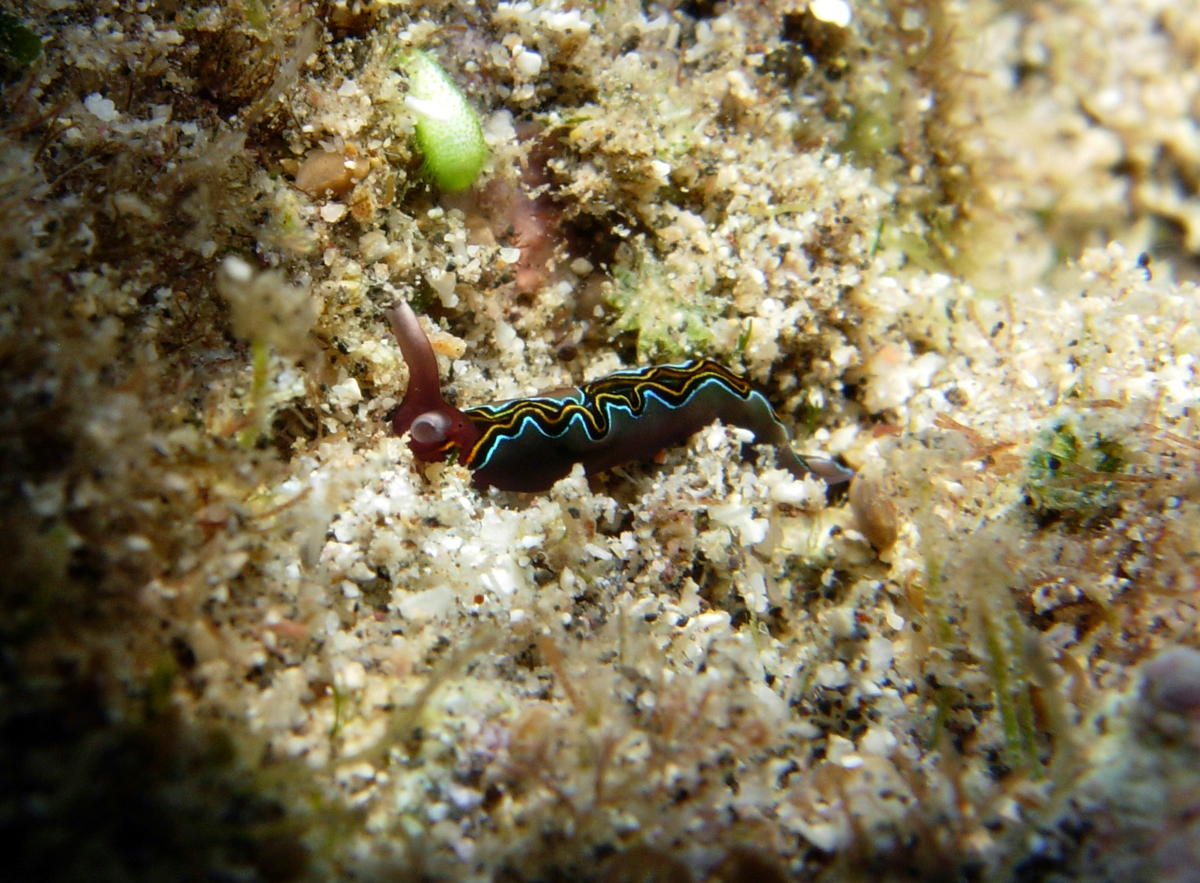
Thuridilla livida
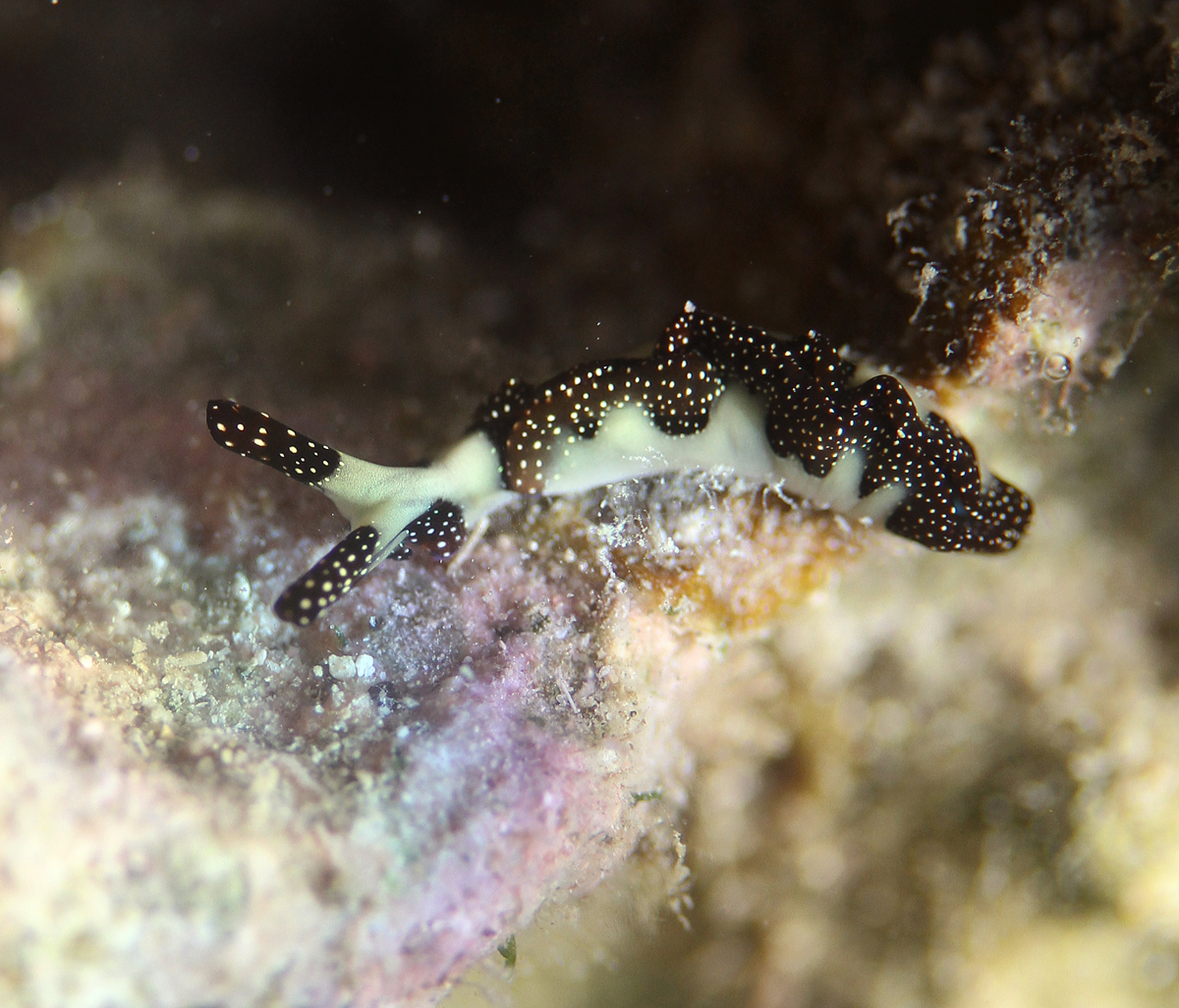
Thuridilla moebii
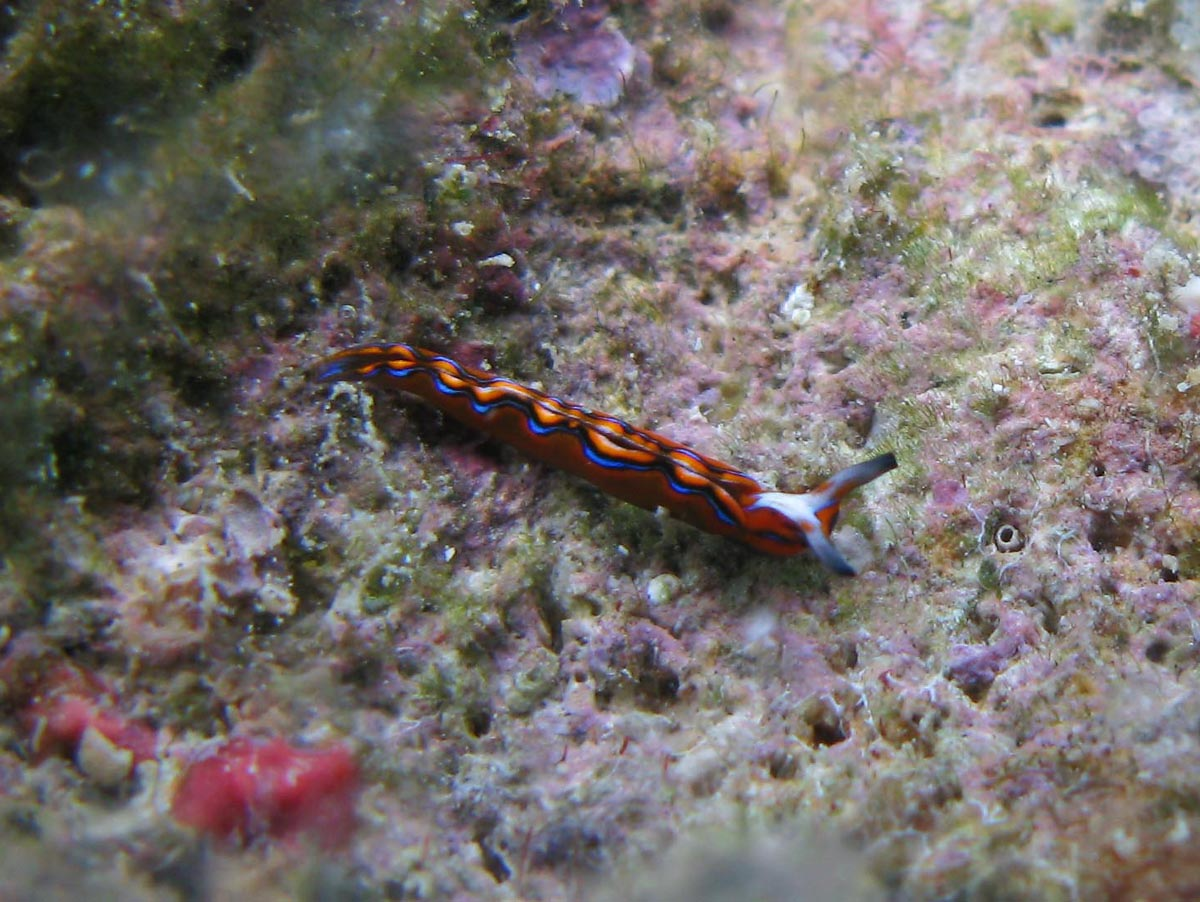
Thuridilla multimarginata
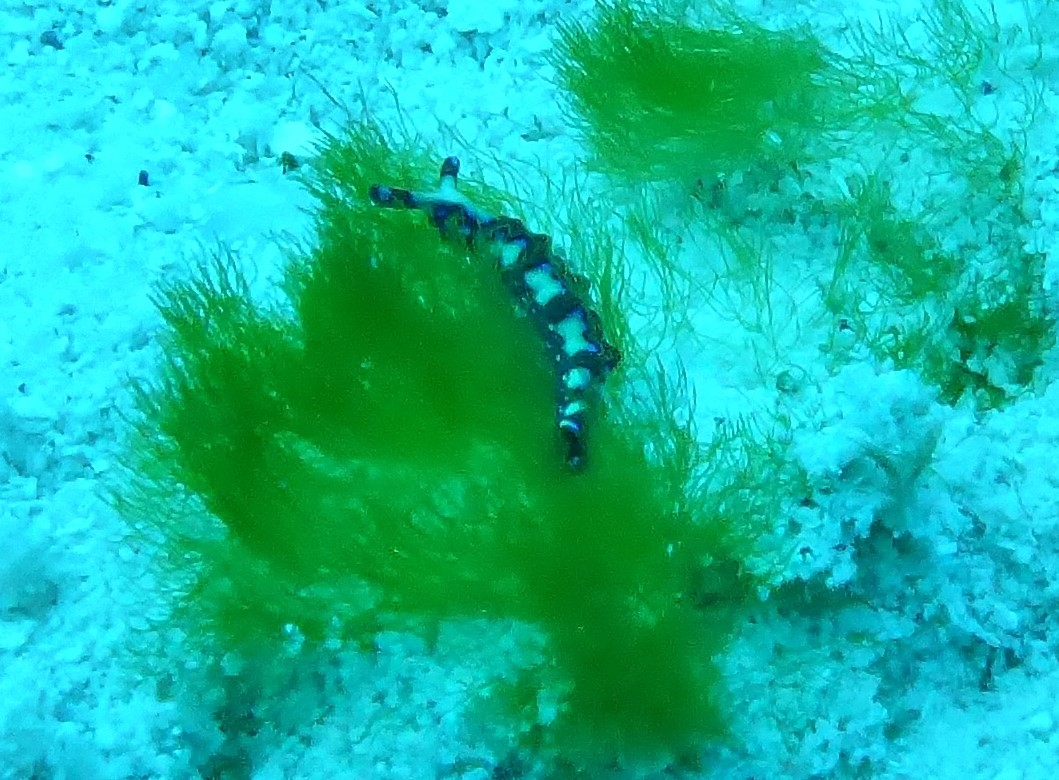
Thuridilla picta
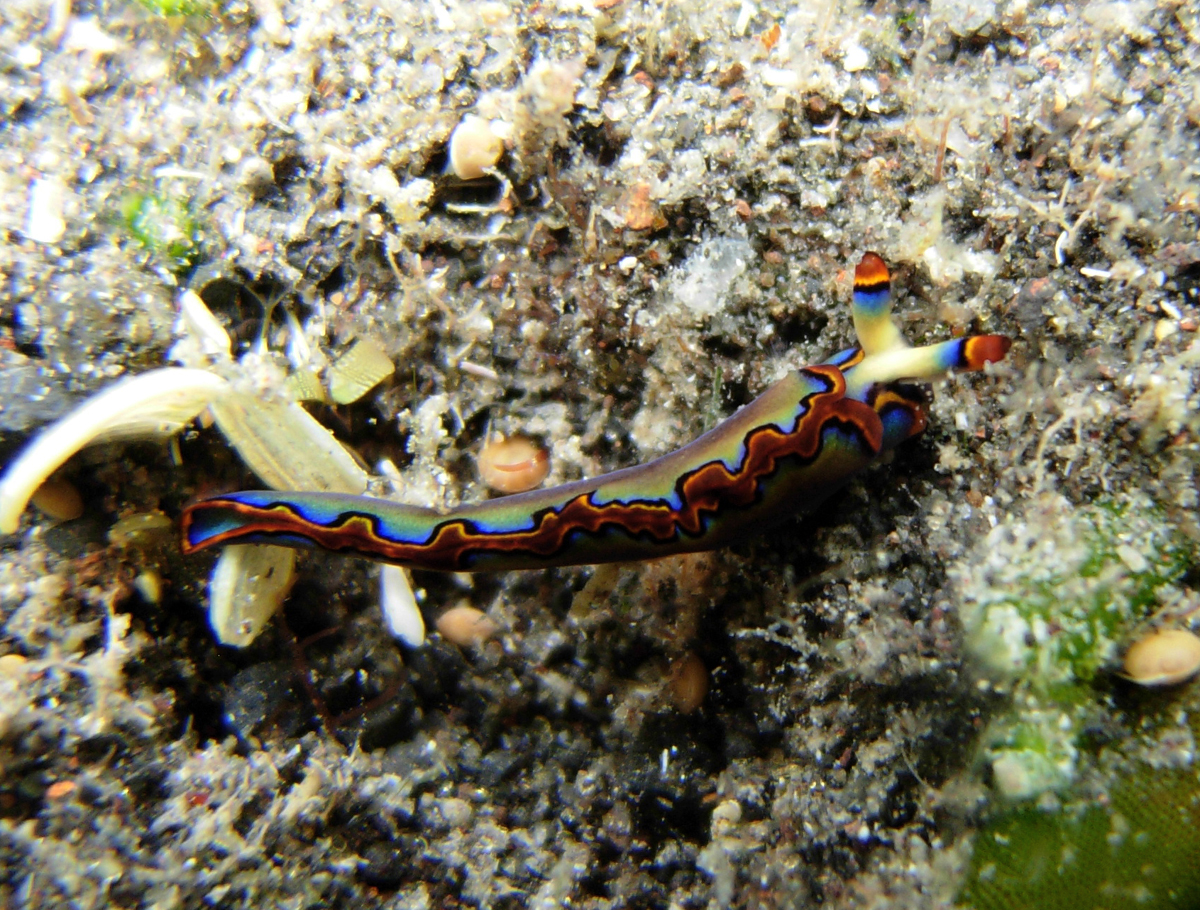
Thuridilla undula
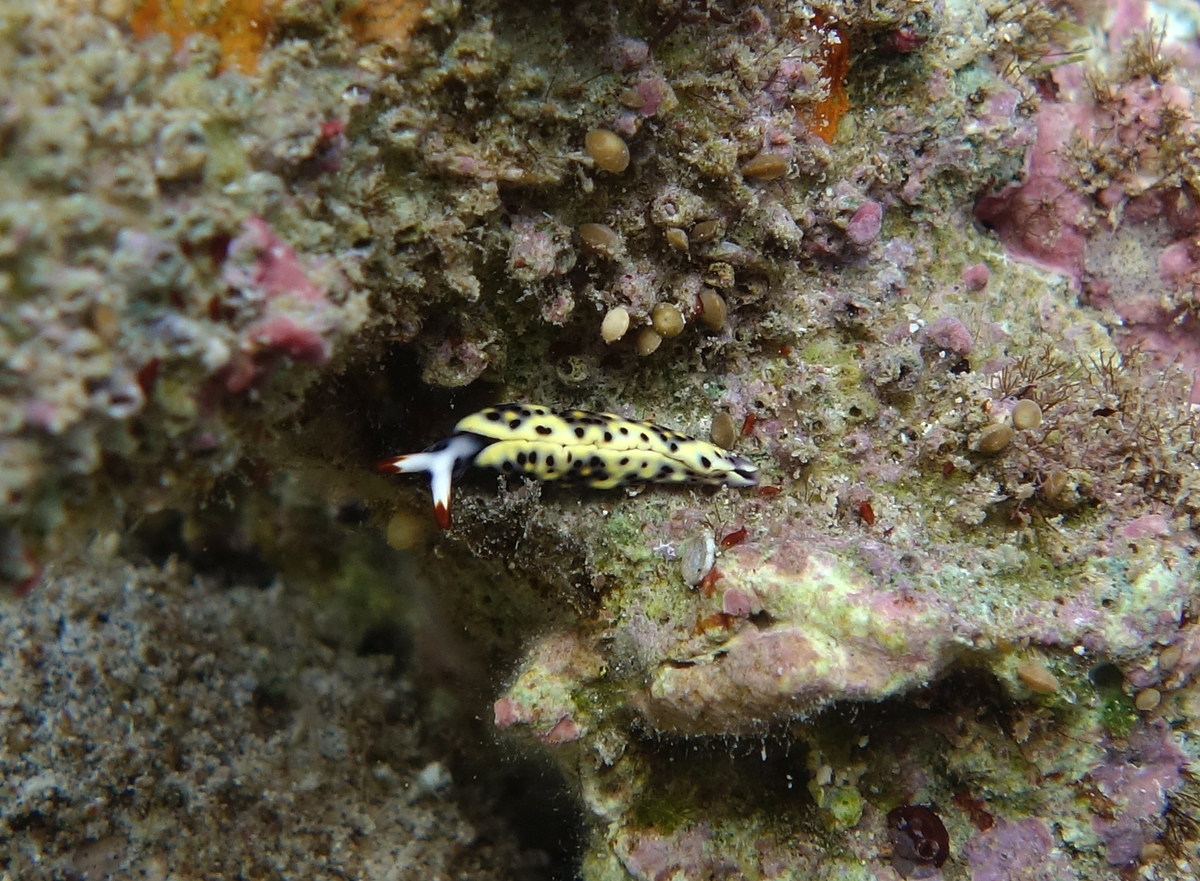
Thuridilla vataae